# Liste der Stolpersteine in Gnoien
In der Liste der Stolpersteine in Gnoien werden die vorhandenen Gedenksteine aufgeführt, die im Rahmen des Projektes Stolpersteine des Künstlers Gunter Demnig bisher in Gnoien verlegt worden sind.

## Verlegte Stolpersteine
| Bild | Inschrift                                                                            | Adresse             | Verlegedatum | Anmerkung                           |
| --- | ------------------------------------------------------------------------------------ | ------------------- | ------------ | ----------------------------------- |
| Bild gesucht Die Wikipedia wünscht sich an dieser Stelle ein Bild vom Ort mit diesen Koordinaten 53.9689598 12.7107681 . Motiv: Stolperstein Eugen und Hermine Salomon Falls du dabei helfen möchtest, erklärt die Anleitung , wie das geht. BW | Hier wohnte Eugen Salomon Jg. 1865 deportiert 1942 Theresienstadt ermordet 12.7.1943 | Markt 10 (Standort) | 6. Feb. 2016 | geboren am 22. Juli 1865 in Pollnow |
| Bild gesucht Die Wikipedia wünscht sich an dieser Stelle ein Bild vom Ort mit diesen Koordinaten 53.9689598 12.7107681 . Motiv: Stolperstein Eugen und Hermine Salomon Falls du dabei helfen möchtest, erklärt die Anleitung , wie das geht. BW | Hier wohnte Hermine Salomon Jg. 1868 gedemütigt/entrechtet tot 9.3.1942              | Markt 10 (Standort) | 6. Feb. 2016 |                                     |